# Światowe Dni Młodzieży 1989
IV Światowe Dni Młodzieży w roku 1989 odbywały się w dniach 15–20 sierpnia i miały miejsce w Santiago de Compostela. Był na nich obecny papież Jan Paweł II, który dołączył do młodych pielgrzymów 19 sierpnia. Spotkał się wtedy z 400-tysięczną rzeszą młodych na Monte do Gozo, czyli Wzgórzu Radości. Hasłem ówczesnych IV Światowych Dni Młodzieży były słowa z Ewangelii Jana 14:6: "Jam jest drogą i prawdą i życiem".